# Méneslies
Méneslies es una comuna francesa situada en el departamento de Somme, en la región de Alta Francia.

## Demografía
| 384 | 372 | 369 | 346 | 327 | 310 | 303 |
| Para los censos de 1962 a 1999 la población legal corresponde a la población sin duplicidades (Fuente: INSEE [Consultar]) |     |     |     |     |     |     |